# Thektogaster latifemur
Thektogaster latifemur är en stekelart som beskrevs av Huang 1996. Thektogaster latifemur ingår i släktet Thektogaster och familjen puppglanssteklar. Inga underarter finns listade i Catalogue of Life.